# 18. век
18. век је почео 1. јануара 1701. и завршио се 31. децембра 1800.

## Догађаји

### 1700е
- 1701 — 1714.: Рат за Шпанско наследство.
- 1701.:Пруска постаје краљевина.
- 1703.: Петар Велики основао Санкт Петербург. До 1918. бива престоница Русије.
- 1707.: Након спајања Шкотског и Енглеског парламента настаје Краљевство Велика Британија.

### 1710е
- 1711.: Рођен је Руђер Бошковић.
- 1715.: Након смрти краља Луј XIV Француска на ивици пропасти.
- 1718.: Французи основали Њу Орлеанс у Северној Америци.
- 1718.: Пожаревачки мир.

### 1720е
- 1721.: Роберт Волпол постаје први министар Велике Британије (de facto).
- 1721.: Потписан Ништадски мир, окончан Велики северни рат.
- 1722 — 1723.: Руско-персијски рат.
- 1722.: Авганистанци заузели Иран.
- 1722.: Умире Канђи кинески владар.

### 1730е
- 1733 — 1738.: Рат за пољско наслеђе.
- 1739.: Београдски мир; Друга сеоба Срба.

### 1740е
- 1740.: Фридрих II Велики крунисан за краља Пруске.
- 1740.: 1748. - Рат за аустријско наследство.
- 1741.: Руси насељавају Алеутска острва.
- 1741.: Рођен је Доситеј Обрадовић.

### 1750е
- 1750.: Врхунац Малог леденог доба.
- 1755.: Лисабонски земљотрес.
- 1756 — 1763. - Седмогодишњи рат.
- 1757.: Битка за Пласеј означава почетак Британске владавине у Индији.

### 1760е
- 1760.: Џорџ III постаје краљ Британије.
- 1762 — 1796.: Катарина Велика влада Русијом.
- 1768.: Гурке заузели Непал.
- 1768 — 1774.: Руско-турски рат.
- 1769.: Шпански мисионари основали своју прву, од 21, мисије у Калифорнији.
- 1769.: Рођен Наполеон I Бонапарта

### 1770е
- 1772 — 1795.: Подела Пољске, крај Пољско-литванске уније, и брисање Пољске са мапа за 123 године.
- 1775 — 1783.: Рат за независност САД.

### 1780е
- 1785.: Јосиф II укида кметство у Угарској.
- 1785—1795.: Севернозападни индијански рат између САД и америчких домородаца.
- 1787.: Ослобођени робови из Лондона основали Фритаун.
- 1787.: Рођен Вук Караџић
- 1788.: Прво европско насељено место основано у Аустралији у Сиднеју.
- 1789.: Џорџ Вашингтон изабран за председника САД. Служи до 1797.
- 1789—1799.: Француска револуција

### 1790е
- 1791.: Јеврејска еманципација у Француској.
- 1791 — 1804.: Хаићанска револуција
- 1792 — 1815.: Велики француски рат почиње као Француски револуционарни рат што доводи до Наполеонских ратова.
- 1793.: Горња Канада забрањује ропство.
- 1795.: Мадридским миром између САД и Шпаније територија Мисисипи постаје део Сједињених Држава.
- 1796.: Британци избацили Холанђане из Цејлона.
- 1797.: Инвазијом Наполеона и дељењем Млетачке републике долази до краја хиљадугодишње независности Млетачке републике.
- 1799.: Наполеон изводи пуч и постаје диктатор Француске..

## Значајне личности
- Марија Гаетана Ањези, италијанска математичарка и лингвиста
- Жан ле Рон д'Аламбер, француски математичар, физичар и енциклопедиста
- Ана од Велике Британије, британска владарка
- Марија Антоанета, француска краљица
- Аурангзеб, монголски владар
- Јохан Себастијан Бах, немачки композитор
- Џорџ Беркли, ирски филозоф
- Пјер Бомарше, француски писац
- Џереми Бентам, енглески реформатор
- Данијел Бернули, швајцарски математичар и физичар
- Вилијам Блејк, енглески уметник и поетичар
- Франсоа Буше, француски сликар
- Едмунд Берк, британски филозоф
- Роберт Бернс, шкотски песник
- Катарина Велика, руска царица
- Алексис Клод Клеро, француски математичар
- Џејмс Кук, британски навигатор
- Франсоа Куперен, француски композитор
- Дени Дидро, француски писац и филозоф
- Леонард Ојлер, швајцарски математичар
- Жан-Оноре Фрагонар, француски сликар
- Бенџамин Френклин, амерички научник и државник
- Фридрих II Велики, пруски монарх
- Карл Фридрих Гаус, немачки математичар и астроном
- Џорџ III, британски монарх
- Кристоф Вилибалд Глук, немачки композитор
- Јохан Волфганг Гете, немачки писац
- Георг Фридрих Хендл, немачки композитор
- Александар Хамилтон, амерички државник
- Јозеф Хајдн, аустријски композитор
- Вилијам Хогарт, енглески сликар
- Дејвид Хјум, шкотски филозоф
- Томас Џеферсон, амерички државник
- Самјуел Џонсон, британски писац и књижевник критичар
- Имануел Кант, немачки филозоф
- Жозеф Лагранж, италијанско-француски математичар и физичар
- Пјер Симон Лаплас, француски физичар и математичар
- Михаил Ломоносов, руски научник
- Антоан Лавоазје, француски хемичар
- Адриен Мари Лежандр, француски математичар
- Луј XV, француски монарх
- Луј XVI, француски монарх
- Џејмс Медисон, амерички државник
- Марија Терезија, аустријска владарка
- Мичикиниква, ратни лидер
- Оноре Мирабо, француски писац и политичар
- Волфганг Амадеус Моцарт, аустријски композитор
- Надир Шах, персијски краљ
- Томас Пејн, британски интелектуалац
- Папа Пије VI, римски папа
- Александар Поуп, британски песник
- Ференц II Ракоци, принц Мађарске и Трансилваније
- Џошуа Рејнолдс, британски сликар
- Максимилијан Робеспјер, француски диктатор
- Жан Жак Русо, француски писац и филозоф
- Доменико Скарлати, италијански композитор
- Фридрих Шилер, немачки филозоф
- Адам Смит, шкотски економиста и филозоф
- Лоренс Стерн, британски писац
- Александар Суворов, руски војни вођа
- Џонатан Свифт, англо-ирски сатиричар
- Франсоа Доминик Тусен Лувертур, хаићански револуционарни вођа
- Антонио Вивалди, италијански композитор
- Волтер, француски писац и филозоф
- Роберт Волпол, британски премијер
- Џорџ Вашингтон, амерички генерал и први председник
- Џејмс Ват, шкотски научник и изумитељ
- Антуан Вато, француски сликар
- Џон Весли, британски оснивач методизма
- Вилијам Пит, британски премијер

## Изуми и открића
- 1709.: Габријел Фаренхајт започео развој термометра.
- 1709.: Први пијано, направио га Бартоломео Кристофори.
- око 1710.: Парну машину изумео Томас Њукомен.
- око 1730.: Секстант, навигациони апарат. Направио га је Џон Хадли у Енглеској и Томас Годфри у Америци.
- 1736.: Европљани пронашли гумицу.
- око 1740.: Бенџамин Хантсман пронашао модеран челик.
- 1741.: Витус Беринг открио Аљаску.
- 1751 — 1785.: Француска енциклопедија
- 1755.: Самјуел Џонсон написао енглески речник.
- 1761.: Проблем географске дужине коначно решио Џејмс Харисон са четвртим хронометром.
- 1768 — 1779.: Џејмс Кук нацртао границе Пацифика и открио многа Пацифичка острва.
- 1769.: Никола Кињо направио возило на парни погон.
- 1779.: Фотосинтезу открио холанђанин Јан Игенгаус.
- 1783.: Браћа Монголфје извела летове балоном на топли ваздух.
- 1790.: Томас Сејнт изумео шиваћу машину.
- 1799.: Розетски камен откриле Наполеонове трупе.